# Кулинич Богдан Григорович
Богдан Григорович Кулинич (нар. 9 січня 1992 (33 роки) , Черкаси ) — український футболіст-воротар, чемпіон XV літніх Паралімпійських ігор 2016 року в Ріо-де-Жанейро. Заслужений майстер спорту України з футболу. Доктор філософії спеціальність 032 "Історія та археологія".
Головний тренер команди спортсменів-ветеранів війни МСК «Дніпро» Черкаси з АМП футболу.
Тренер збірної команди України «Ліга Дужих» з АМП футболу
Доцент кафедри фізичного виховання та здоровʼя людини Черкаського державного технологічного університету.
Старший тренер дитячої футбольної команди МСК «Дніпро-kids» Черкаси
Старший тренер дитячої футбольної команди СК «Маяк» Піщане 
Член Національної спілки краєзнавців України.
Академік Академії політико-правових наук України. 

## Біографія
Народився 9 січня 1992 року у Черкасах. У Черкасах потрапив до місцевої команди «Інваспорт». У 2013 році закінчив будівельний факультет Черкаського державного технологічного університету. У 2017 році закінчив Львівський державний університет фізичної культури. Член Національної паралімпійської збірної команди України з футболу з 2013 року.

### Спортивні досягнення
- перше місце Інтерконтинентального кубку з футболу (2013 рік)
- перше місце чемпіонату Європи (2014 рік)
- друге місце чемпіонату світу (2015 рік)
- золото XV літніх Паралімпійських ігор 2016 року у Ріо-де-Жанейро
- перше місце чемпіонату Світу (2017 рік)
- друге місце чемпіонат європи (2018 рік)
- друге місце кубок світу (2019 рік)
- перше місце кубок світу (2022 рік)
- перше місце чемпіонат Європи (2023 рік)
- друге місце кубок світу (2024 рік), визнаний кращим воротарем кубку світу
- З 2025 року головний тренер збірної команди України «Ліга Дужих» з АМП футболу

## Відзнаки та нагороди
- Орден «За заслуги» III ст. (4 жовтня 2016) — За досягнення високих спортивних результатів на XV літніх Паралімпійських іграх 2016 року в місті Ріо-де-Жанейро (Федеративна Республіка Бразилія), виявлені мужність, самовідданість та волю до перемоги, утвердження міжнародного авторитету України[1]

Пам‘ятний знак «За заслуги перед містом Черкаси» І ступеня. У 2016р за вагомий особистий внесок у розвиток Паралімпійських видів спорту в місті та Україні, популяризацію м.Черкаси та Української держави на міжнародному рівні, високий патріотизм та активну громадянську позицію.
14.10.2020р. Черкаською обласною державною адміністрацією нагороджений медаллю «Гордість Черкащини».
«За особливі заслуги перед Черкащиною» нагороджений «Почесною грамотою» Черкаської обласної державної адміністрації і Черкаської обласної ради» від 14 вересня 2023 року №707.